# Ancylometes hewitsoni
Ancylometes hewitsoni är en spindelart som först beskrevs av F. O. Pickard-Cambridge 1897.  Ancylometes hewitsoni ingår i släktet Ancylometes och familjen Ctenidae. Inga underarter finns listade i Catalogue of Life.